# Eudoxia de Bulgarie
Eudoxia de Bulgarie, née à Sofia (principauté de Bulgarie) le 17 janvier 1898, et morte le 4 octobre 1985 à Friedrichshafen (Allemagne de l'Ouest), est une princesse de Bulgarie, princesse de Saxe-Cobourg et Gotha et duchesse en Saxe.

## Biographie

### Famille

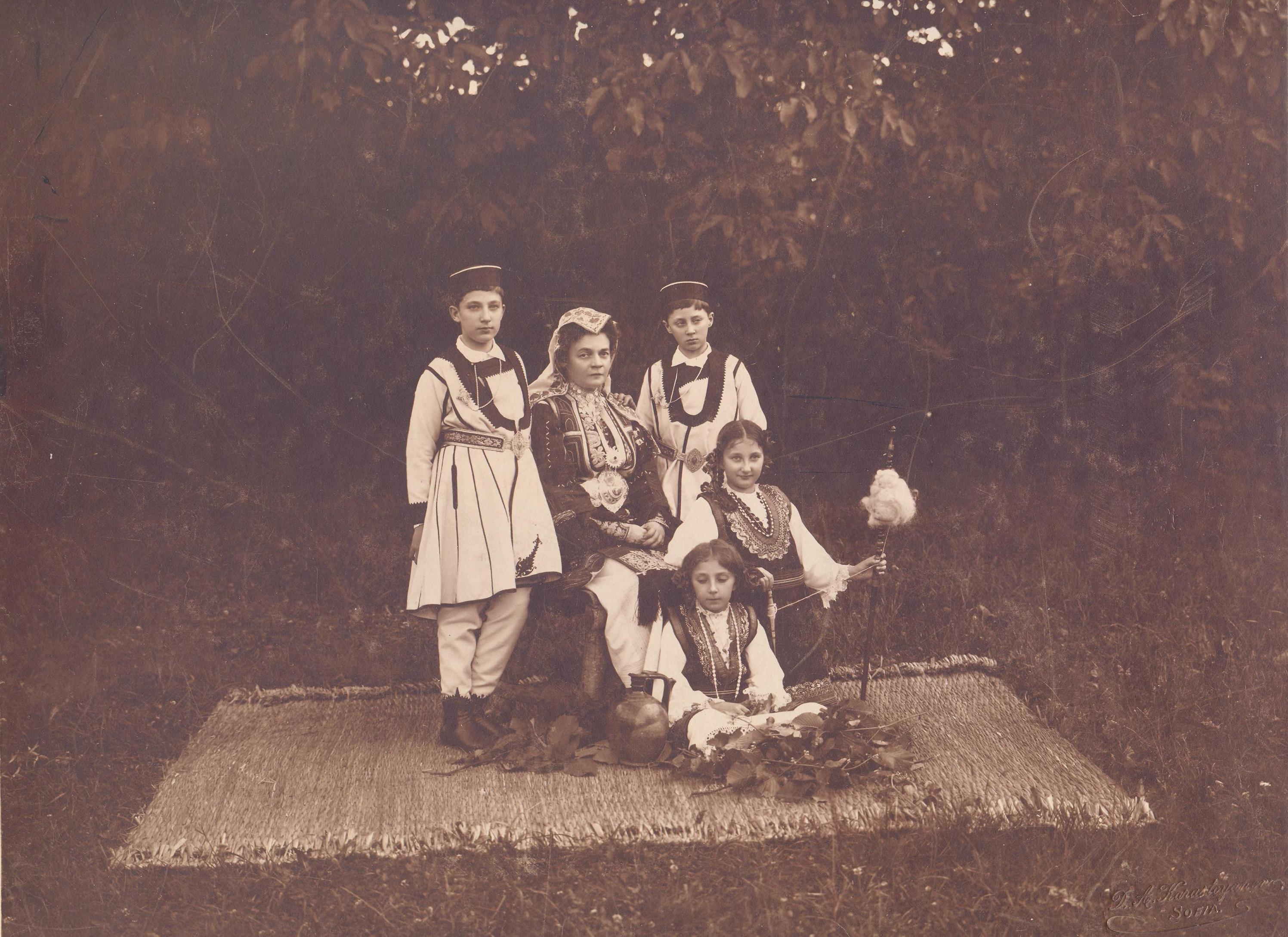
Eudoxia de Bulgarie, sa belle-mère Éléonore Reuss de Köstritz et sa fratrie vers 1905.

Fille aînée et troisième des quatre enfants du roi Ferdinand Ier de Bulgarie (1861-1948) et de sa première épouse la princesse Marie-Louise de Bourbon-Parme (1870-1899), Eudoxia de Bulgarie naît au palais royal de Sofia le 17 janvier 1898. Sa mère meurt le lendemain de la naissance de son dernier enfant le 31 janvier 1899.
Par son père, Ferdinand, devenu roi des Bulgares en 1908, elle est une arrière petite-fille de Louis-Philippe Ier, roi des Français ; tandis que par sa mère, elle est la nièce de l'impératrice d'Autriche Zita et a pour ancêtres les ducs de Parme, les rois des Deux-Siciles, les rois de France, et maints souverains européens.
Eudoxia de Bulgarie a deux frères : Boris (1894-1943), qui succède à son père sur le trône de Bulgarie lors de son abdication en 1918, et Kirill (1895-1945). Elle a également une sœur : Nadejda (1899-1958), avec laquelle elle est élevée sous l'autorité de leur belle-mère Éléonore Reuss de Köstritz (1860-1917), que le roi Ferdinand a épousée en 1908. Sa grand-mère paternelle, la princesse Clémentine d'Orléans (1817-1907), tentait de passer le plus de temps possible auprès de ses petits-enfants bulgares élevés dans une cour austère auprès d'un père peu chaleureux. Clémentine voyage avec eux en été, se rend en hiver à Sofia, mais l'aïeule, déjà âgée, meurt le 16 février 1907.

### Entre la Bulgarie et l'Allemagne

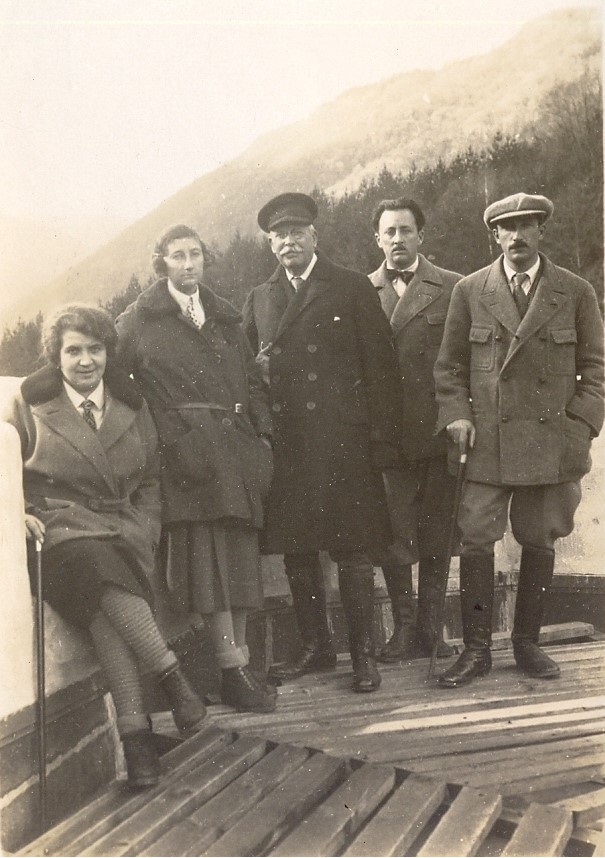
Eudoxia de Bulgarie et ses frères au monastère de Rila.

Fidèle confidente de son frère le roi Boris, Eudoxia suit cependant son père en exil à Cobourg en 1918. En 1922, elle retourne en Bulgarie où elle devient en quelque sorte la « première dame » du royaume, jusqu'en 1930, lorsque le roi Boris épouse la princesse Jeanne de Savoie. 
Eudoxia vit une courte romance avec Parvan Draganov (1890-1945), un aide de camp de son frère, puis elle se lie à Ivan Ivanov Bagryanov (1891-1945), un officier bulgare devenu président du Conseil des ministres durant quelques mois en 1944, mais elle est demeurée célibataire car ces idylles, selon la constitution, et l'opposition de son père, n'auraient pu aboutir au mariage.  
Ses relations avec son frère Boris deviennent plus froides et distantes après le mariage du roi. Eudoxia quitte le palais royal de Sofia pour s'installer dans une résidence bâtie à son usage, dans le district Izgrev de la capitale, en 1937. Toutefois, elle continue à jouer un rôle philanthropique et ses talents d'artiste lui permettent de réaliser des drapeaux pour divers régiments, ainsi que des œuvres picturales représentant le plus souvent la nature. Le roi Boris meurt peu après avoir rencontré Hitler le 28 août 1943. Son fils Siméon lui succède à l'âge de six ans. La régence est dévolue à son oncle Kirill. 
Le 11 septembre 1944, deux jours après le Coup d'État de 1944 en Bulgarie, Eudoxia de Bulgarie est arrêtée et torturée par les communistes bulgares. Lorsqu'elle est libérée, elle apprend que son frère Kirill a été fusillé le 1er février 1945.  
Le 15 septembre 1946, un référendum est organisé et aboutit à une approbation majeure de l'abolition de la monarchie au profit de la République populaire de Bulgarie. Le neveu d'Eudoxia, l'enfant-roi Siméon II est déposé, cependant sans qu'aucune abdication ne soit ratifiée. En septembre 1946, la famille royale est exilée. Eudoxia partage leur sort et quitte la Bulgarie pour s'installer auprès de son père à Cobourg qui meurt le 10 septembre 1948. 
Dès lors, Eudoxia rejoint sa sœur Nadejda, épouse du duc Albrecht Eugen de Wurtemberg, et s'établit définitivement en Allemagne, tout en voyageant fréquemment en Europe, au Canada et aux États-Unis pour revoir sa famille. Lorsque sa sœur Nadejda meurt en 1958, Eudoxia s'installe dans une maison de retraite catholique pour personnes âgées, à Friedrichshafen, près du lac de Constance. Elle continue à beaucoup voyager, mais mène un style de vie austère, empreint de la nostalgie de sa Bulgarie natale.

### Mort
Dernière survivante de sa fratrie, Eudoxia de Bulgarie meurt le 4 octobre 1985, à l'âge de 87 ans, à Friedrichshafen. Elle est inhumée dans la crypte du château d'Altshausen. 

## Ascendance
|  |                                                 |  |  |  |  |  |  |  |  |  |  |  |  |
|  | 8. Ferdinand de Saxe-Cobourg-Gotha              |  |  |  |  |  |  |  |  |  |  |  |  |
|  |                                                 |  |  |  |  |  |  |  |  |  |  |  |  |
|  |                                                 |  |  |  |  |  |  |  |  |  |  |  |  |
|  | 4. Auguste de Saxe-Cobourg-Gotha                |  |  |  |  |  |  |  |  |  |  |  |  |
|  |                                                 |  |  |  |  |  |  |  |  |  |  |  |  |
|  |                                                 |  |  |  |  |  |  |  |  |  |  |  |  |
|  | 9. Antoinette de Koháry                         |  |  |  |  |  |  |  |  |  |  |  |  |
|  |                                                 |  |  |  |  |  |  |  |  |  |  |  |  |
|  |                                                 |  |  |  |  |  |  |  |  |  |  |  |  |
|  | 2. Ferdinand Ier de Bulgarie                    |  |  |  |  |  |  |  |  |  |  |  |  |
|  |                                                 |  |  |  |  |  |  |  |  |  |  |  |  |
|  |                                                 |  |  |  |  |  |  |  |  |  |  |  |  |
|  | 10. Louis-Philippe Ier                          |  |  |  |  |  |  |  |  |  |  |  |  |
|  |                                                 |  |  |  |  |  |  |  |  |  |  |  |  |
|  |                                                 |  |  |  |  |  |  |  |  |  |  |  |  |
|  | 5. Clémentine d'Orléans                         |  |  |  |  |  |  |  |  |  |  |  |  |
|  |                                                 |  |  |  |  |  |  |  |  |  |  |  |  |
|  |                                                 |  |  |  |  |  |  |  |  |  |  |  |  |
|  | 11. Marie-Amélie de Bourbon-Siciles             |  |  |  |  |  |  |  |  |  |  |  |  |
|  |                                                 |  |  |  |  |  |  |  |  |  |  |  |  |
|  |                                                 |  |  |  |  |  |  |  |  |  |  |  |  |
|  | 1. Eudoxia de Bulgarie                          |  |  |  |  |  |  |  |  |  |  |  |  |
|  |                                                 |  |  |  |  |  |  |  |  |  |  |  |  |
|  |                                                 |  |  |  |  |  |  |  |  |  |  |  |  |
|  | 12. Charles III de Parme                        |  |  |  |  |  |  |  |  |  |  |  |  |
|  |                                                 |  |  |  |  |  |  |  |  |  |  |  |  |
|  |                                                 |  |  |  |  |  |  |  |  |  |  |  |  |
|  | 6. Robert Ier duc de Parme                      |  |  |  |  |  |  |  |  |  |  |  |  |
|  |                                                 |  |  |  |  |  |  |  |  |  |  |  |  |
|  |                                                 |  |  |  |  |  |  |  |  |  |  |  |  |
|  | 13. Louise d'Artois                             |  |  |  |  |  |  |  |  |  |  |  |  |
|  |                                                 |  |  |  |  |  |  |  |  |  |  |  |  |
|  |                                                 |  |  |  |  |  |  |  |  |  |  |  |  |
|  | 3. Marie-Louise de Bourbon-Parme                |  |  |  |  |  |  |  |  |  |  |  |  |
|  |                                                 |  |  |  |  |  |  |  |  |  |  |  |  |
|  |                                                 |  |  |  |  |  |  |  |  |  |  |  |  |
|  | 14. Ferdinand II des Deux-Siciles               |  |  |  |  |  |  |  |  |  |  |  |  |
|  |                                                 |  |  |  |  |  |  |  |  |  |  |  |  |
|  |                                                 |  |  |  |  |  |  |  |  |  |  |  |  |
|  | 7. Maria Pia de Bourbon-Siciles                 |  |  |  |  |  |  |  |  |  |  |  |  |
|  |                                                 |  |  |  |  |  |  |  |  |  |  |  |  |
|  |                                                 |  |  |  |  |  |  |  |  |  |  |  |  |
|  | 15. Marie-Thérèse de Habsbourg-Lorraine-Teschen |  |  |  |  |  |  |  |  |  |  |  |  |
|  |                                                 |  |  |  |  |  |  |  |  |  |  |  |  |
|  |                                                 |  |  |  |  |  |  |  |  |  |  |  |  |